# سيارة مندمجة

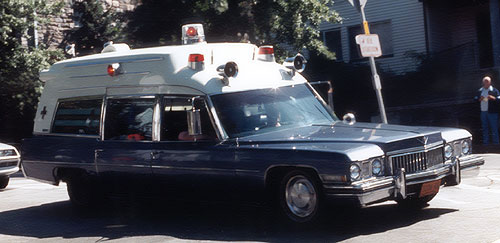
سيارة إسعاف كاديلاك 1973

السيارة المندمجة (بالإنجليزية: Combination car)‏ أو المَرّكبة المُرَكبة هي مركبة يمكنها أن تعمل إما عمل عربة الموتى أو عمل سيارة إسعاف، ولديها القدرة على التبديل بين تلك الأدوار دون صعوبة كبيرة، يعكس هذا الاستخدام الهجين للسيارات عصر تقدم فيها المنازل الجنائزية خدمة الإسعاف في حالات الطوارئ بالإضافة إلى تجارتها الأساسية.
غالبًا ما تم تصميم السيارات المٌركبة على هيكل كاديلاك التجاري، تم تخصيصها من قبل شركات البناء مثل شركة المركبة المتفوقة، شركة وين، سنتيجون، و شركة كوتنر بيفينجتون.

## ميزات التصميم
السيارات المندمجة غالبا ما تشمل:

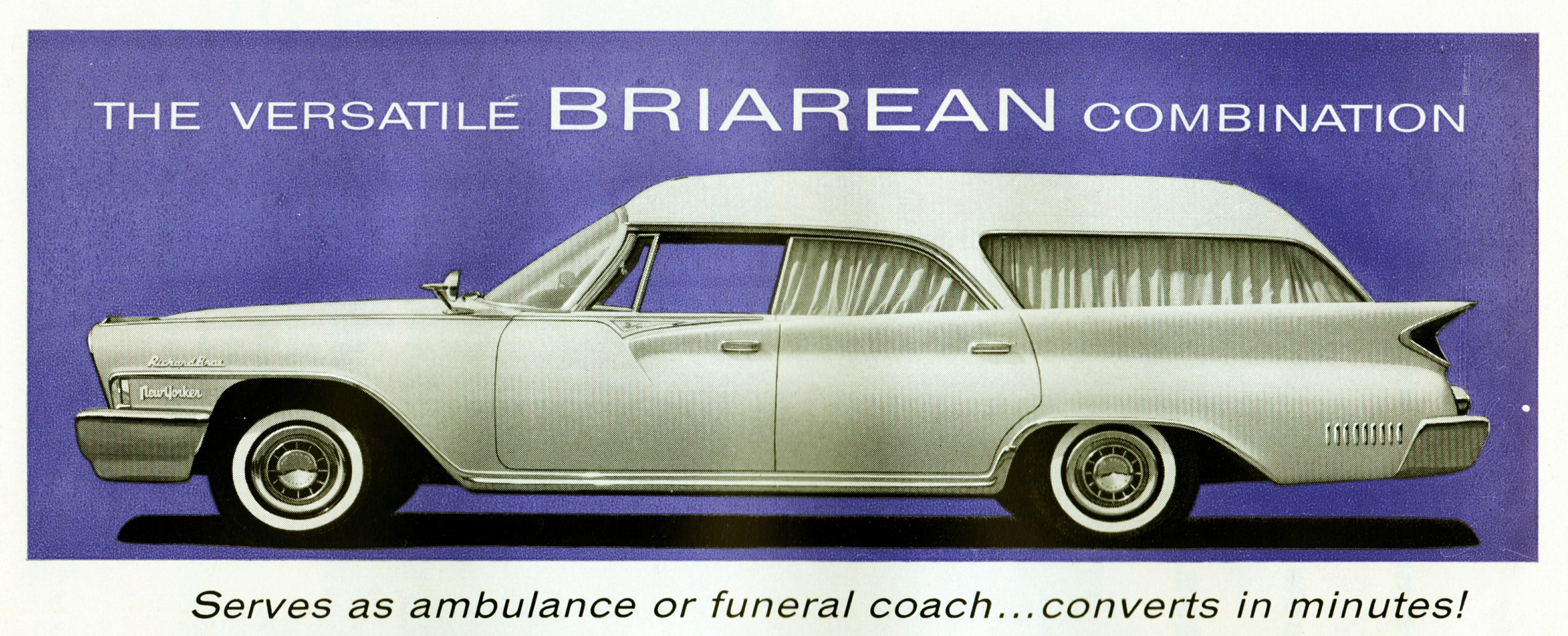
كرايسلر نيويوركر براريان المندمجة 1961

- الأضواء الساطعة وصفارات الإنذار، تستخدم بعض السيارات إشارات السقف الدوارة التي يمكن أن تومض الأضواء الصفراء في وضع الطوافي، أو المصابيح الحمراء والصفراء في وضع الاستجابة لحالات الطوارئ، بدلاً من ذلك، تم توفير فتحة على السطح غالبًا حيث يمكن تثبيت منارة على أساس متقطع، مع سلك يمر عبر مقصورة السائق حيث يمكن توصيله عند الحاجة.
- راديو إرسال واستقبال
- نقالة، وجود تقنية الإسعاف جعل الأجهزة مفيدة في دور الاتصال الأول، حيث تستخدم النقالة أيضًا في هذه الوظيفة.
- مقاعد قابلة للطي على جانب واحد في المقصورة الخلفية حيث يمكن لشخص الإسعافات الأولية الجلوس أثناء الاعتناء بالمريض وهو في طريقه إلى المستشفى.
- خزانة حيث يمكن تخزين مستلزمات الإسعافات الأولية.

## الإنخفاض والتراجع
أصبح استخدام سيارات الركاب أو العربات المستخرجة من عربات الركاب كسيارات إسعاف غير عملي في الولايات المتحدة حوالي عام 1979، وكان هذا بسبب اللوائح والقوانين التي أدت إلى زيادة المعدات المطلوبة والمساحة الداخلية، بالإضافة إلى تقليص حجم سيارات الركاب بشكل عام والتي كانت عليها سيارات الإسعاف وسيارات الجنازة سابقًا مبني.